# Kauser János (építőmester)
Kauser János (Pest, 1847 –‎ Budapest, 1925. április 1.) magyar építőmester, Kauser József és Kauser Gyula építészek fivére.

## Élete
Édesapja Kauser János (1817–1871) kőfaragó, édesanyja Kölber Alojzia Franciska (1820–1902) volt. 1871-től dolgozott önállóan, építőmesteri (kivitelezői) munkákat 1891-ig végzett. Legismertebb és legnagyobb munkája a régi Technika-kari épület volt a Múzeum körúton. Néhány önállóan tervezett háza is volt.
Feleségével 46 éven keresztül volt házas.
1925-ben hunyt el 77 éves korában. A Fiumei úti sírkertben temették el, (bal oldali falsírboltok 275.). Halálakor kiemelték, hogy „hosszú időn át volt fővárosi bizottsági tag és munkáját évtizedeken át áldozta a közügynek, aminthogy általában egész életét és működését az abszolút puritánság jellemezte.”

## Ismert épületei
- 1871: bérház, Budapest, Bajcsy-Zsilinszky út 66.[6][7]
- 1871: bérház, Budapest, Bajcsy-Zsilinszky út 48.[8]
- 1875: Hasenfeld-ház, Budapest, Múzeum u. 7.[9]

### Csak kivitelező
- 1874: a Sugárúti Építő Vállalat Rt. bérháza, Budapest, Andrássy út 55. (tervező: Koch Henrik és Szkalnitzky Antal)[10]
- 1876–1877: Izraelita Siketnémák Budapesti Országos Intézete (ma: McDaniel College Budapest), Budapest, Bethlen Gábor tér 2. (tervező: Freund Vilmos)[11]
- 1880–1883: Polytechnikum (ma: ELTE Bölcsészettudományi Kar), Budapest, Múzeum körút 6-8. (tervező: Steindl Imre)[12]
- 1880–1883: Kémiai épület (ma: ELTE Bölcsészettudományi Kar), Budapest, Puskin utca 11-13. (tervező: Steindl Imre)[12]
- 1889: Frölich-bérház, Budapest, Erzsébet körút 35. (tervező: Ybl Miklós)[13]

## Képtár
- bérház, Budapest, Bajcsy-Zsilinszky út 48.
- bérház, Budapest, Bajcsy-Zsilinszky út 66.
- Hasenfeld-ház
- Izraelita Siketnémák Budapesti Országos Intézete (kivitelező)
- Polytechnikum (kivitelező)
- Kémiai épület (kivitelező)
- Frölich-bérház (kivitelező)